# Margelana discrepans
Margelana discrepans là một loài bướm đêm trong họ Noctuidae.